# Anelosimus guacamayos
Anelosimus guacamayos är en spindelart som beskrevs av Ingi Agnarsson 2006. Anelosimus guacamayos ingår i släktet Anelosimus och familjen klotspindlar.
Artens utbredningsområde är Ecuador. Inga underarter finns listade i Catalogue of Life.